# Alejandro Vela
Alejandro Manuel Vela Garrido (Cancún, 28 marzo 1984) è un ex calciatore messicano, di ruolo attaccante.

## Biografia
È fratello dell'attaccante del Los Angeles FC, Carlos Vela.

## Carriera
In precedenza ha vestito le divise di Jaguares de Chiapas e Chivas Guadalajara, squadre di Primera División.